# Konrad Schiemann
Sir Konrad Hermann Theodor Schiemann PC (* 1937 in Berlin, Deutschland) ist ein deutsch-britischer Jurist und ehemaliger Richter am Court of Appeal und am Europäischen Gerichtshof.

## Leben und Wirken
Schiemanns Vater Helmut fiel im Zweiten Weltkrieg. Seine Mutter floh mit ihm nach München. Als auch seine Mutter starb, zog er zu Werner von Simson nach Großbritannien. Er studierte Rechtswissenschaften an der Albert-Ludwigs-Universität Freiburg und am Pembroke College der Cambridge University und wurde wenig später, 1964, als Barrister (Rechtsanwalt) zugelassen. 1980 wurde er zum Queens Counsel und 1986 zum Richter am High Court of Justice ernannt. Von 1995 bis 2003 war er dann Richter (Lord Justice) am Court of Appeal. Zum 8. Januar 2004 wurde er Richter am Europäischen Gerichtshof. 2012 schied er altersbedingt aus. 

## Privates
1965 heiratete er Elisabeth Hanna Eleonore Holroyd-Reece. Er lebt in Kent.

## Werke
- Konrad Schiemann: A Dual Perspective: The German in an English Judge. Whitefox 2022. ISBN 978-1-91503-666-7